# U-985
Unterseeboot 985 foi um submarino alemão do Tipo VIIC, pertencente a Kriegsmarine que atuou durante a Segunda Guerra Mundial.

## Comandantes
| Comandante                   | Data                                         |
| ---------------------------- | -------------------------------------------- |
| Kptlt. Horst Wilhelm Kessler | 24 de junho de 1943 - 19 de abril de 1944    |
| Kptlt. Heinz Wolff           | 20 de abril de 1944 - 15 de novembro de 1944 |

## Subordinação
Durante o seu tempo de serviço, esteve subordinado às seguintes flotilhas:
| Período                                       | Flotilha                                  |
| --------------------------------------------- | ----------------------------------------- |
| 24 de junho de 1943 - 31 de dezembro de 1943  | 5. Unterseebootsflottille (treinamento)   |
| 1 de janeiro de 1944 - 15 de novembro de 1944 | 7. Unterseebootsflottille (serviço ativo) |

## Operações conjuntas de ataque
O U-985 participou das seguinte operações de ataque combinado durante a sua carreira:
- Rudeltaktik Stürmer (26 de janeiro de 1944 - 3 de fevereiro de 1944)
- Rudeltaktik Igel 1 (3 de fevereiro de 1944 - 17 de fevereiro de 1944)
- Rudeltaktik Hai 1 (17 de fevereiro de 1944 - 22 de fevereiro de 1944)
- Rudeltaktik Preussen (22 de fevereiro de 1944 - 10 de março de 1944)